# Roger Mello
Roger Mello, född 1965, är en brasiliansk författare och illustratör.

## Priser
- Espace-Enfants, 2002[8]
- Jabuti Prize, 2002[8]
- Hans Christian Andersen Award, 2014[8]